# Архангельский район (Воронежская область)
Архангельский район — административно-территориальная единица в Центрально-Чернозёмной и Воронежской областях РСФСР, существовавшая в 1928—1962 годах. Административный центр — село Архангельское.
Район был образован 30 июля 1928 года в составе Борисоглебского округа Центрально-Чернозёмной области. В него вошла территория бывшей Архангельской волости Борисоглебского уезда Тамбовской губернии.
После упразднения Центрально-Чернозёмной области 13 июня 1934 года район вошёл в состав вновь образованной Воронежской области.
5 октября 1957 года к Архангельскому району была присоединена часть территории упразднённого Токайского района.
26 апреля 1962 года Архангельский район был упразднен, его территория передана Аннинскому району.